# 育英西中学校・高等学校
育英西中学校・高等学校（いくえいにしちゅうがっこう・こうとうがっこう）は、奈良県奈良市三松四丁目にある学校法人奈良育英学園が経営する私立中高一貫の女子校。関西大学の高大接続パイロット校のひとつ。立命館大学交流協力協定校のひとつ。「豊かな教養と純真な人間愛をもって社会に貢献できる女性の育成」を掲げ、キリスト教を基盤とした宗教教育・情操教育を行うが、ミサなどは無い。最寄り駅は近鉄富雄駅（徒歩20分程度）。登下校時は、奈良交通の直通バスが通っている。スクールキャラクターの名前は、菫（すみれ）と霞（かすみ）。

## 沿革
- 1983年 - 育英西中学校・高等学校　開校
- 2008年 - 学校法人立命館との「交流協力協定」より立命館コースを設置
- 2016年 - 学園創立100周年
- 2018年 - 国際バカロレア(IB)のミドルイヤーズプログラム(MYP)候補校になる。
- 2019年 - 文部科学省 地域との協働による高等学校教育改革事業（地域協働事業）グローカル型の推進校になる。
- 2021年 - 奈良県初の国際バカロレア(IB)のミドルイヤーズプログラム(MYP)認定校になる[1][2]。女子校としては日本初[2]。
- 2023年 - 育英西中学校・高等学校　開校40周年

## 中学校

### 設置学科・コース
- 普通科
  - 立命館コース
  - 特設コース

国際バカロレア(IB)のミドルイヤーズプログラム(MYP)を実施している。その他にマンツーマンのオンライン英会話「CHATTY」や外国人教員２名による授業「English Plus」が特徴的。立命館コースはそのまま立命館大学に進学することができる。3年生の修学旅行はオーストラリアになっており、そのうち3日間ホームステイをする。

## 高等学校

### 設置学科・コース
- 普通科
  - 立命館コース
  - 特設コースⅠ類
  - 特設コースⅡ類

立命館コースはそのまま立命館大学に進学することができる。

### 卒業後の進路
国公立大学に毎年10~20名程度合格している。
私立大学では、関西大学・立命館大学を中心に、産近甲龍や京都女子大学、武庫川女子大学などの女子大などに例年多数合格している。

## 協定校・協定大学
2006年度の関西大学との教育連携協定をはじめとし、国内10大学、海外6大学等と教育連携協定を結んでいる。
〔国内協定大学〕
2006年　関西大学
2007年　近畿大学、帝塚山大学、立命館大学
2009年　畿央大学
2015年　梅花女子大学
2020年　都留文科大学
2021年　大阪府立大学、京都女子大学
2022年　大阪公立大学、武庫川女子大学
2023年　大阪樟蔭女子大学
〔海外協定大学等〕
2020年　Linköping University （スウェーデン・リンシェーピング公立）、The Girls' Religious Diniyyah School （インドネシア・私立）
2021年　Taylor’s University （マレーシア・私立）、Merced College （アメリカ・カリフォルニア州立）、Vancouver Island University （カナダ・ブリティッシュコロンビア州）、Algoma University （カナダ・オンタリオ州立）